# Prosselsheim
Prosselsheim – miejscowość i gmina w Niemczech, w kraju związkowym Bawaria, w rejencji Dolna Frankonia, w regionie Würzburg, w powiecie Würzburg, wchodzi w skład wspólnoty administracyjnej Estenfeld. Leży około 15 km na północny wschód od Würzburga.

## Dzielnice
W skład gminy wchodzą trzy dzielnice: Prosselsheim, Püssensheim i Seligenstadt.

## Demografia
| Rok  | Liczba mieszk. |
| ---- | -------------- |
| 1970 | 1130           |
| 1987 | 989            |
| 2000 | 1189           |

## Zabytki i atrakcje
- Kościół pw. św.  Bartłomieja (St. Bartholomäus)
- piwnica Amtskellerei, z 1753 według planów Balthasara Neumanna

## Oświata
(na 1999)

W gminie znajduje się 50 miejsc przedszkolnych (z 46 dziećmi).